# 賽普勒斯死刑制度

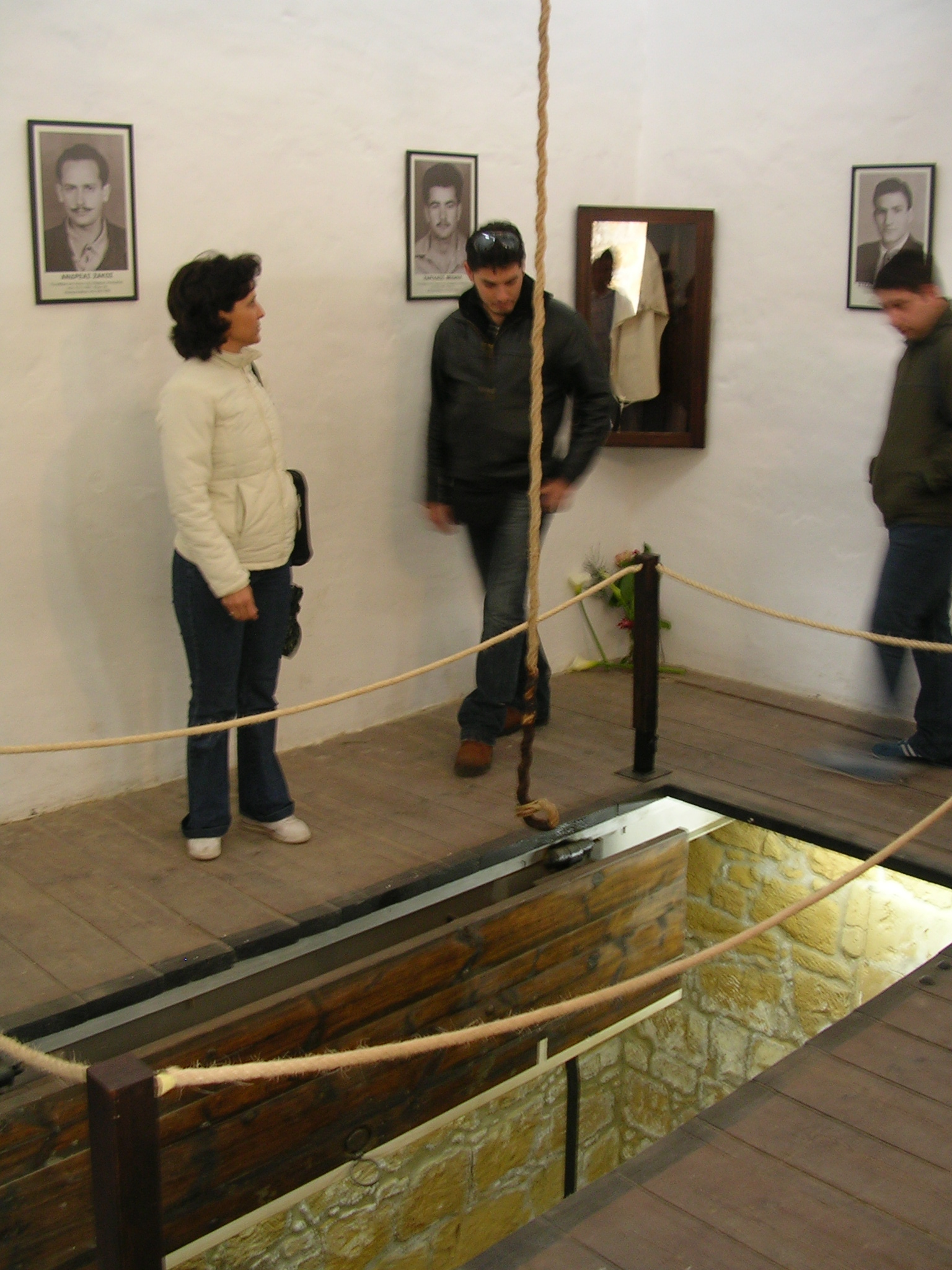
尼科西亚中央监狱的绞刑架，现已成为博物馆(2006年)

1983年12月15日，塞浦路斯废除了对谋杀的死刑。2002年4月19日，该国废除了所有罪行的死刑。死刑已被终身监禁取代。塞浦路斯是规定全面废除死刑的《公民权利和政治权利国际盟约第二项任择议定书》的签署国。塞浦路斯最初对《第二议定书》有保留，允许在战争时期对严重罪行执行死刑，但后来放弃了这一保留。2016年，塞浦路斯修改了宪法，废除了一切形式的死刑。
最后一次处决是在1962年6月13日执行的。哈比斯·扎卡里亚、迈克尔·希莱蒂科斯和拉扎里斯·德米特里三人因谋杀罪在尼科西亚中央监狱被处以绞刑，这是该国唯一的监狱。扎卡里亚于1958年在利马索尔葡萄园杀了一个人，希莱蒂科斯和德米特里于1961年在利马索尔一家夜总会外枪杀一名男子。英国刽子手哈里·艾伦和约翰·昂德希尔前往塞浦路斯执行绞刑。
在独立之前，有9人在1956年和1957年因作为塞浦路斯战士国家组织（EOKA）成员犯下的罪行被英国殖民当局处以绞刑。尼科西亚中央监狱仍然作为监狱使用，但执行死刑的地方现在是一个博物馆。
未得到承认的北塞浦路斯土耳其共和国在有限的情况下保留死刑。国家宪法第15条规定，战时叛国罪、恐怖主义行为和海盗行为以及多次谋杀可判处死刑。即使在这些情况下，也不得执行死刑，除非北塞浦路斯立法议会根据第78条的规定作出决定。截至2017年，北塞浦路斯从未执行过死刑。